# Polyancistroides
Polyancistroides is een geslacht van rechtvleugeligen uit de familie sabelsprinkhanen (Tettigoniidae). De wetenschappelijke naam van dit geslacht is voor het eerst geldig gepubliceerd in 1901 door Rehn.

## Soorten
Het geslacht Polyancistroides omvat de volgende soorten:
- Polyancistroides carcinus Rehn, 1937
- Polyancistroides gundlachi Bolívar, 1884
- Polyancistroides xanthicles Rehn, 1937